# Діогу Лейте
Діогу Лейте (порт. Diogo Leite, нар. 23 січня 1999, Порту) — португальський футболіст, центральний захисник клубу «Порту». На умовах оренди виступає за берлінський «Уніон».

## Клубна кар'єра
Народився 23 січня 1999 року в місті Порту. Вихованець юнацьких команд футбольних клубів «Лейшойнш» та «Порту». З 2017 року став виступати у складі другої команди клубу «Порту Б», в якій і дебютував у дорослому футболі 27 серпня 2017 року в поєдинку проти «Санта-Клари». Всього в дебютному сезоні провів 28 зустрічей, будучи гравцем стартового складу. Перед сезоном 2018/19 проводив збори з основною командою. Британське видання The Guardian повідомляло про предметний інтерес до гравця з боку «Ліверпуля». Також як конкурентів називали лондонський «Арсенал» і «Манчестер Сіті».
4 серпня 2018 року через травм кількох основних захисників першої команди, головний тренер першої команди Сержіу Консейсау випустив Лейте в основі на матч за Суперкубок Португалії. Відігравши весь матч у парі із Феліпе Монтейро молодий дебютант допоміг своїй команді перемогти 3:1 та здобути трофей. Незадовго до цієї події він продовжив контракт з клубом до 2023 року. 11 серпня 2018 року Лейте дебютував за клуб і у чемпіонаті в грі проти «Шавіша», а вже в наступному турі відзначився забитим голом у грі з «Белененсешем». Втім після повернення основних гравців Діогу наступного місяця був змушений знову відправитись в резервну команду, відігравши за клуб з Порту лише 3 матчі в національному чемпіонаті.

## Виступи за збірні
2014 року дебютував у складі юнацької збірної Португалії, взяв участь у 40 іграх на юнацькому рівні, відзначившись одним забитим голом. У складі команди до 17 років брав участь на юнацькому чемпіонаті Європи 2016 року, ставши переможцем турніру. З командою до 19 років став фіналістом юнацького чемпіонату Європи 2017 року, зігравши лише у одному матчі проти Швеції.
2019 року з командою до 20 років поїхав на молодіжний чемпіонат світу.

## Досягнення

### Клуби
- Переможець Юнацької ліги УЄФА: 2018-19
- Володар Суперкубка Португалії: 2018, 2020
- Чемпіон Португалії: 2019–20
- Володар Кубка Португалії: 2019–20

### Збірна
- Юнацький чемпіон Європи (до 17 років): 2016[11]
- Юнацький віце-чемпіон Європи (до 19 років): 2017